# Мартин Райнов
Мартин Райнов е български футболист, полузащитник.

## Кариера
Роден е на 25 април 1992 г. в Габрово. Започва да тренира футбол в школата на местния клуб Янтра. На 13-годишна възраст е привлечен в Берое (Стара Загора), след като прави впечатление по време на турнир в Казанлък. През сезон 2011/12 за да трупа опит изкарва по един полусезон във втородивизионните Етър 1924 и Сливен. След това се завръща в Берое и дебютира в А група на 11 август 2012 г. при успех с 4:0 у дома над Ботев (Враца), заменяйки в 77-ата минута Георги Андонов. За година и половина записва 16 мача в първенството, а през пролетта на 2014 г. е преотстъпен на Банско.
През лятото на 2014 г. Райнов се разделя с Берое и преминава в Хасково, където един сезон е титуляр в А група. След като Хасково изпада през лятото на 2015 г. Райнов преминава в Локомотив (Горна Оряховица), където за един полусезон бележи 5 гола в 17 мача в Б група. Получава оферти от Локомотив (Пловдив) и ЦСКА (София), като на 14 януари 2016 г. подписва договор с пловдивските „железничари“. През 2017 г. Райнов напуска Локомотив (Пловдив) и подписва с Берое (Стара Загора), където става и капитан на отбора.
На 5 февруари 2019 г. подписва договор за година и половина с Левски (София). На 9 октомври 2020 г. Райнов се завръща отново в Левски (София) с договор за 1 г.

## Успехи

### Берое
- Купа на България: 2012/13
- Суперкупа на България: 2013